# Neuseeländische Volleyballnationalmannschaft der Männer
Die neuseeländische Volleyballnationalmannschaft der Männer ist eine Auswahl der besten Spieler des Landes, die Volleyball New Zealand bei internationalen Turnieren und Länderspielen repräsentiert. Als Unterbau existiert noch eine Juniorenmannschaft.

## Geschichte
Bei der ersten Asienmeisterschaft 1975 in Australien belegte das neuseeländische Team den siebten und letzten Platz. Vier Jahre später wurde die Mannschaft Elfter von zwölf teilnehmenden Nationen. 1983 gelang mit dem achten Platz eins der besseren Resultate. Drei Länder waren hinter den Kiwis platziert. Ähnlich gut lief es 1987. Die Volley Blacks wurden zwar nur Zwölfter, konnten aber fünf Nationalmannschaften hinter sich lassen. Weitere vier Spielzeiten später stand das Team aus dem Pazifik-Staat auf dem gleichen Platz. Diesmal waren jedoch sogar weitere Nationen im Wettbewerb. Erwähnenswert aus neuseeländischer Sicht ist noch die Veranstaltung von 1993, als die Kiwis den elften Rang von sechzehn teilnehmenden Ländern belegten. Zum letzten Mal bis einschließlich 2023 starteten die Volley Blacks bei den kontinentalen Championships 2005 und ließen als fünfzehnte Usbekistan, die Vereinigten Arabischen Emirate und Hongkong hinter sich.

## Aktueller Kader
Stand: März 2024

- Zuspiel: Troy Hulston
- Diagonal: Campbell Forsyth, Sam Hodges
- Mittelblock: Carrick Corson
- Außenangriff: Johann Timmer, Aj Salmon, Jacob Ceelen-Thomas
- Libero: Luke Holston
- Universal: Mana Placid

Weiterhin Josh Mead, Leni Ma'ia'i